# Les Aldees
Les Aldees és un barri i nucli de població del municipi de Sant Feliu de Codines (Vallès Oriental). Està situat a l'est del poble, entre el bosquet de la Roca Gran i el bosquet d'en Lloveres. Hi viuen 54 persones (2020). El barri porta aquest nom perquè en aquest lloc hi ha el residencial de les Aldees Infantils SOS format per diverses cases i realitzat a partir del 1972.